# Волнат Хил (Илиноис)
Волнат Хил (енгл. Walnut Hill) град је у америчкој савезној држави Илиноис.

## Демографија
По попису из 2010. године број становника је 108, што је 1 (-0,9%) становника мање него 2000. године.
| Група             | 2000.       | 2010.       |
| Белци             | 108 (99,1%) | 100 (92,6%) |
| Афроамериканци    | 1 (0,9%)    | 0 (0,0%)    |
| Азијати           | 0 (0,0%)    | 0 (0,0%)    |
| Хиспаноамериканци | 0 (0,0%)    | 5 (4,6%)    |
| Укупно            | 109         | 108         |